# Heliotropium sclerocarpum
Heliotropium sclerocarpum är en strävbladig växtart som beskrevs av Rodolfo Amando Philippi. Heliotropium sclerocarpum ingår i Heliotropsläktet som ingår i familjen strävbladiga växter. Inga underarter finns listade i Catalogue of Life.